# Gunnel Larssonklass

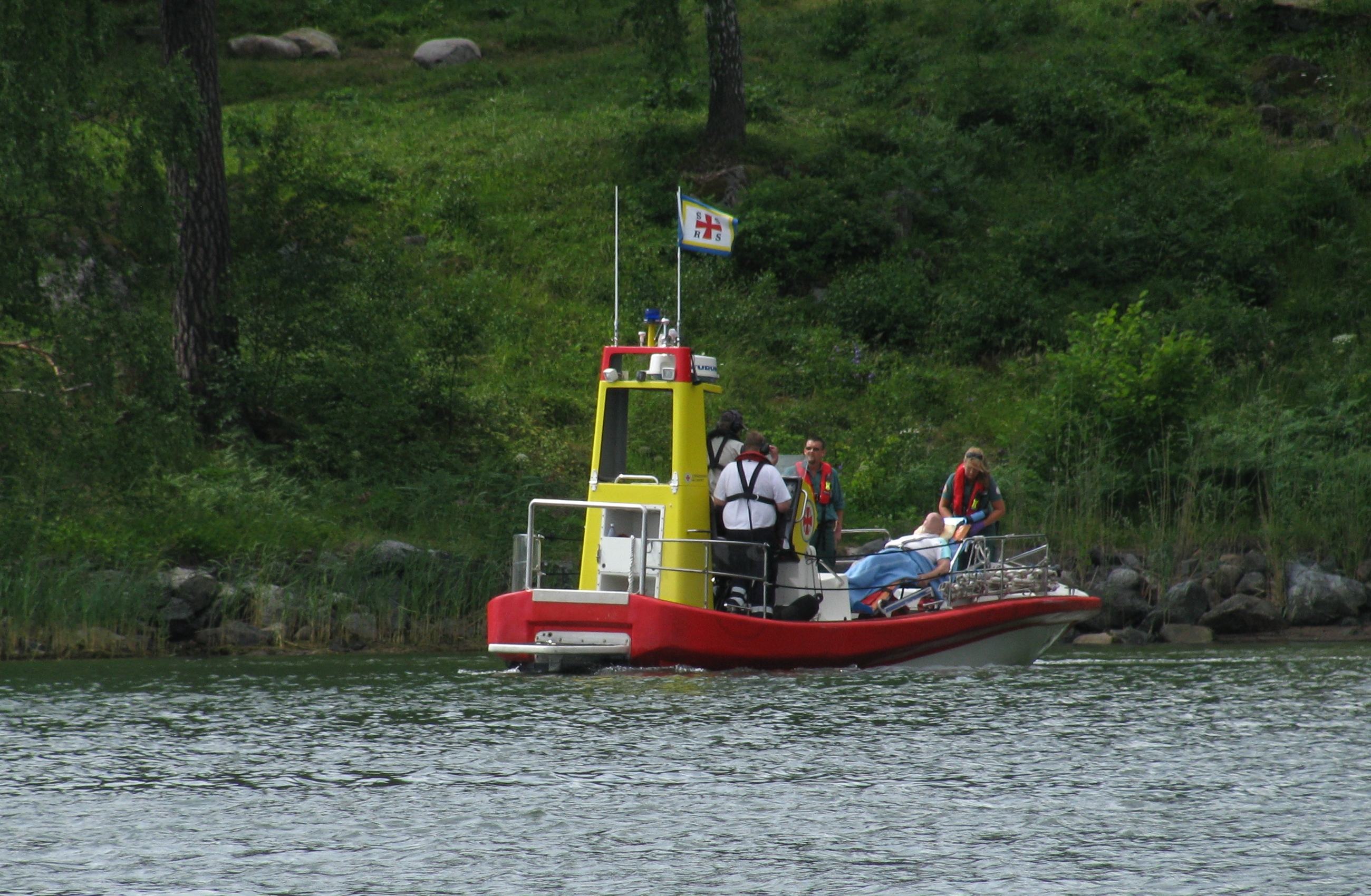
Sjuktransport från en ö i Stockholms skärgård med en räddningsbåt av Gunnel Larssonklass

Gunnel Larssonklass är en typ av öppen räddningsbåt inom svenska Sjöräddningssällskapets verksamhet. Den har utvecklades av Sjöräddningssällskapet och konstruktören Christer Widmark på Profjord och var klar 1992
Typnamnet kommer från den första levererade båten av denna klass, Rescue Gunnel Larsson, som tjänstgjorde på Räddningsstation Trelleborg 1994–2013. Sjöräddningssällskapet hade 2022 60 båtar av Gunnel Larssonklass.
Dansk Søredningsselskab inköpte 2021 en båt av Gunnel Larssonklass, Rescue Thyra, som är stationerad på Redningsstation Lynæs i Hundested.

## Fartyg inom Sjöräddningssällskapet
- 8-01 Rescue Gunnel Larsson, tidigare på Räddningsstation Trelleborg mellan 1994 och 2013
- 8-02 Magnhild Ekman, Räddningsstation Gävle, byggd 1998
- 8-03 Edna Bengtsson, Räddningsstation Hörvik, byggd 1996
- 8-04 Rosa Lüning, Räddningsstation Visby, byggd 1997
- 8-05 Ivan Holmberg, Räddningsstation Vadstena-Motala, byggd 1997
- 8-06 Loftahammar, Räddningsstation Loftahammar, byggd 1998
- 8-07 Thorsten Brunius, Räddningsstation Mariestad, byggd 1998
- 8-08 Kreab, Räddningsstation Stockholm, byggd 1999
- 8-09 Ulla Karin, Räddningsstation Råå, byggd 1999
- 8-10 Rotary, Räddningsstation Kållandsö, byggd 2000
- 8-11 8-11 Räddningsstation Storsjön, byggd 2000 (återköpt från Sjöräddningen på Åland och driftsatt sommaren 2023)
- 8-12 Maximat, Räddningsstation Åmål, byggd 2000
- 8-14 Westfjord af Lyrestad, Räddningsstation Visingsö, byggd 2005
- 8-15 Swedbank, tidigare Räddningsstation Kalmar, byggd 2005
- 8-16 Sparbanken Syd, Räddningsstation Kivik, byggd 2006
- 8-17 Livbojen Göteborg, Räddningsstation Hovås, byggd 2006
- 8-18 Hedvig, Räddningsstation Lönnånger, byggd 2007[3]
- 8-19 Paul Lederhausen, Räddningsstation Dalarö, byggd 2007
- 8-20 Skåre, Räddningsstation Trelleborg, byggd 2007
- 8-21 Mathilda Roslagens Sparbank, Räddningsstation Räfsnäs, byggd 2007
- 8-22 Odd Fellow Mälaren, Räddningsstation Västerås, byggd 2008
- 8-23 Billy Danielsson, tidigare Räddningsstation Barsebäckshamn och Räddningsstation Mönsterås, byggd 2008
- 8-24 Kristina Osihn, Räddningsstation Vändburg, byggd 2008
- Rescue Häradssparbanken, Räddningsstation Mönsterås, byggd 2008
- 8-25 Adam Johan, Räddningsstation Sölvesborg, byggd 2009
- 8-26 Märtha, Räddningsstation Käringön, byggd 2009
- 8-27 Rescue SXK Västkustkretsen, Räddningsstation Härnösand, byggd 2009
- 8-28 Vava, Räddningsstation Nynäshamn, byggd 2012
- 8-29 Marianne Bratt, Räddningsstation Rörö, byggd 2012
- 8-30 Pantamera, Räddningsstation Skillinge, tidigare Räddningsstation Stockholm, byggd 2013
- 8-31 Astral Räddningsstation Fjällbacka, byggd 2013
- 8-32 Famous, Räddningsstation Lomma, byggd 2013
- 8-33 Cacci, Räddningsstation Hammarö, byggd 2013
- 8-34 Rescue Sparbanken Falkenberg, Räddningsstation Falkenberg, byggd 2013
- 8-35 Alexandra, Räddningsstation Möja, byggd 2014
- 8-36 Klasa-Bertil Lindberg, Räddningsstation Bua, byggd 2015
- 8-37 Teea, Räddningsstation Skellefteå, byggd 2015
- Rescue NA Månsson, Räddningsstation Fårösund, byggd 2015
- Rescue Paul Brunes, Räddningsstation Skärhamn, byggd 2015
- Rescue Thordénstiftelsen, Räddningsstation Uddevalla, byggd 2016
- Rescue Ruben Rausing, Räddningsstation Falsterbokanalen, byggd 2016
- Rescue Annie, Räddningsstation Torekov, byggd 2016
- Rescue Cecilia Bratt, Räddningsstation Hasslö, byggd 2016
- Rescue Sparbanken Skåne, Räddningsstation Ystad, byggd 2017
- Rescue Roger Hansson, Räddningsstation Strömstad, byggd 2017
- Rescue Sonja Margith, Räddningsstation Kalmar, byggd 2016
- Rescue 8-47 Sten Clas, Räddningsstation Barsebäckshamn, byggd 2017
- Rescue Georg Lysell, Räddningsstation Smögen, byggd 2017
- Rescue Lillie av Vivesta, Räddningsstation Trosa, byggd 2017
- Rescue Berith, Räddningsstation Fjällbacka, byggd 2018
- 8-51 Rescue Karlsvikspiren AB, Räddningsstation Sundsvall byggd 2018
- Rescue 8-52 Ingrid af Slättö, Räddningsstation Arkösund, 2018
- Rescue Stig Wadström, Räddningsstation Bergkvara, byggd 2019
- Rescue Hans Kjellberg, Räddningsstation Käringön, byggd 2019
- Rescue Olle Rosell, Räddningsstation Dalarö, byggd 2019
- Rescue Skåne II, Räddningsstation Åhus, byggd 2019
- Rescue Sparbanksstiftelsen Rekarne, Räddningsstation Strängnäs, byggd 2019
- Rescue Birgit Mellgren, Räddningsstation Rörö, byggd 2020
- Rescue Ekman, Räddningsstation Ornö, byggd 2020
- Rescue 8-59 Anna Sofia, Räddningsstation Värmdö, byggd 2020
- Rescue 8-60 Sparbanken Nord, Räddningsstation Piteå, byggd 2021
- Rescue 8-61 Sten & Laila, Räddningsstation Stockholm, byggd 2021
- Rescue Länsförsäkringar Halland, Räddningsstation Grötvik, byggd 2021
- Rescue Anita Carlsson, Räddningsstation Stenungsund, byggd 2021
- Rescue Sparbanken Nord, Räddningsstation, byggd 2021
- Rescue Sunnanö, Räddningsstation Öregrund, byggd 2022
- Rescue Lars Söderman, Räddningsstation Munsö/Ekerö, byggd 2022

## Bildgalleri

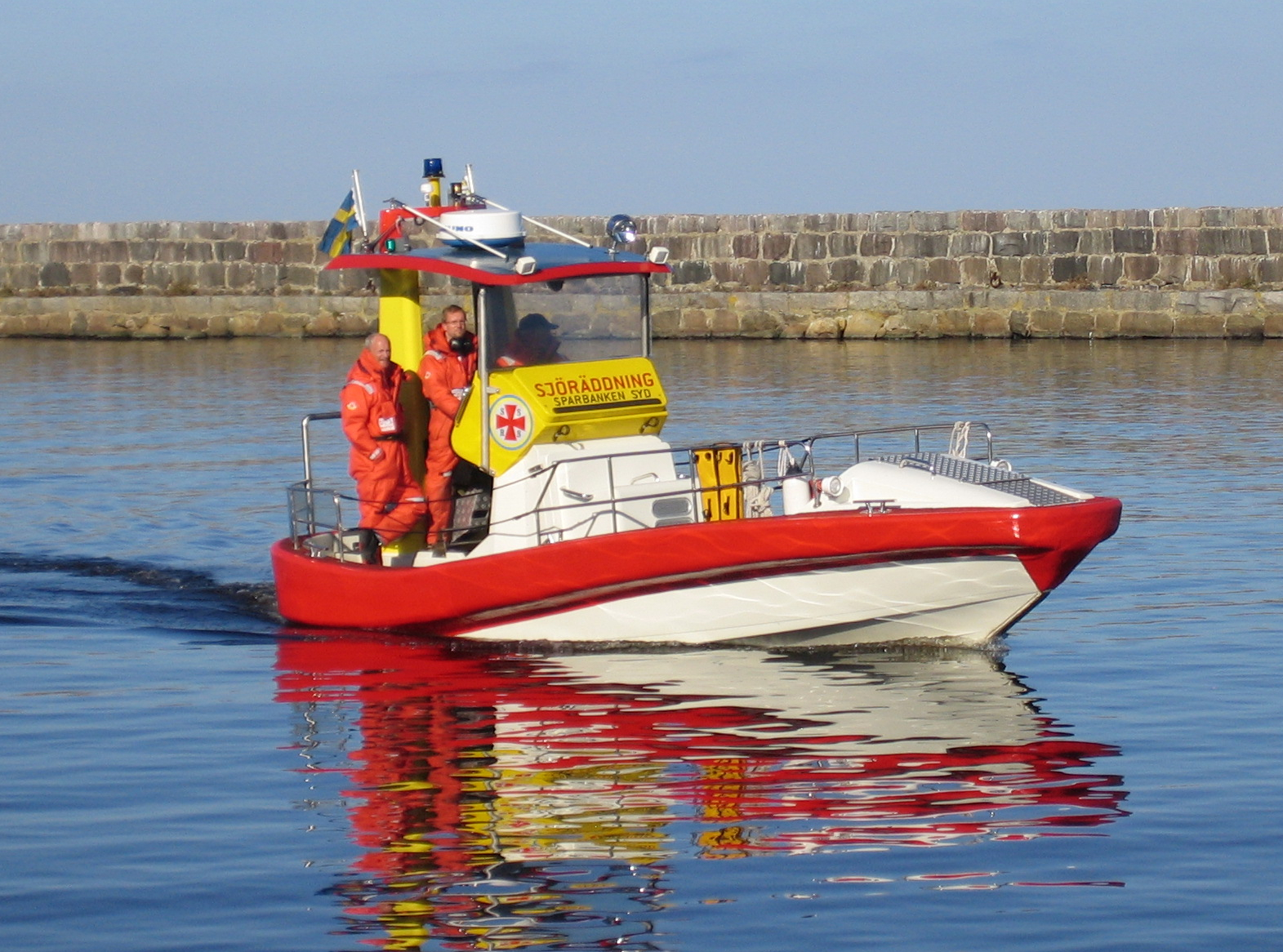
Rescue Sparbanken Syd i Kiviks hamn